# Lissemys
Lissemys és un gènere de tortugues de la família dels Trionychidae pròpies del sud-est asiàtic.

## Taxonomia
El gènere Lissemys conté tres espècies:
- Lissemys ceylonensis (Gray, 1856)
- Lissemys punctata (Bonnaterre, 1789)
- Lissemys scutata (Peters, 1868)